# Darnycja
La Darnycja (in ucraino Дарниця?; in russo Дарница?, Darnicja) è un'antica area geografica che corrisponde in tempi moderni approssimativamente al territorio del distretto omonimo della città di Kiev, capitale dell'Ucraina.

## Storia

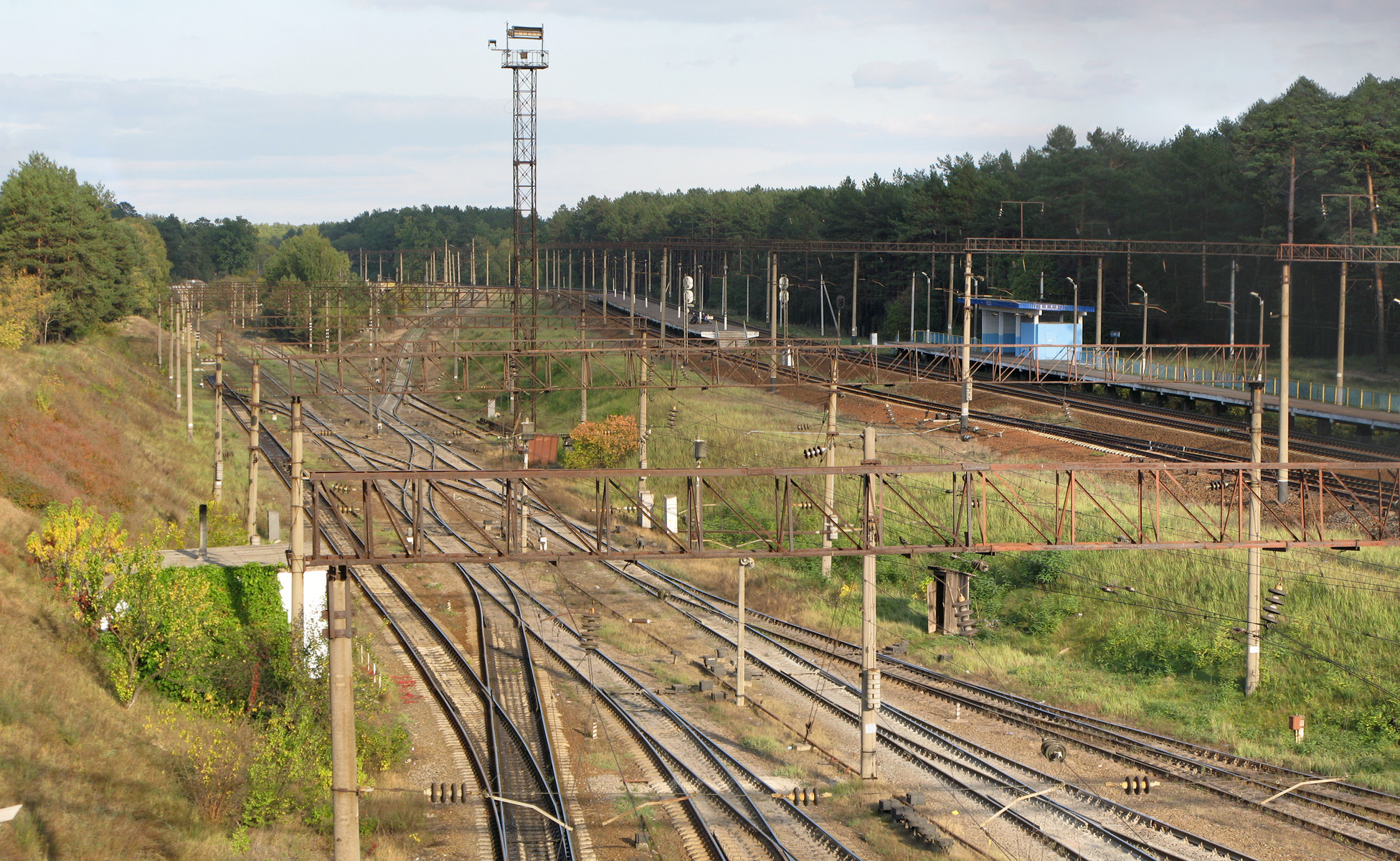
Area ancora molto ricca di foreste attorno allo scalo della stazione ferroviaria di Darnycja

Il nome Darnytsia corrisponde sia ad un fiume sia al territorio nel quale anticamente scorreva, sulla sponda sinistra del Dnepr. L'area è stata occupata da insediamenti umani risalenti anche al IV millennio a.C. ma la prima citazione in tempi moderni è del 1509, quando era di proprietà monastero delle Grotte di Kiev. Lo sviluppo con conseguente maggiore urbanizzazione del territorio iniziò attorno alla metà del XIX secolo con la costruzione della linea ferroviaria Kyiev - Kursk. Da quel momento tutto iniziò a procedere in modo più veloce; dal punto di vista amministrativo divenne rajon, cioè distretto di Darnycja, nel 1935 ed ebbe la sua definitiva configurazione geografica nel 2002.
Durante la seconda guerra mondiale vi fu nelle vicinanze il campo di concentramento di Darnytsia e tutta l'area venne pesantemente danneggiata con gravi distruzioni.